# Antarctodius antarcticus
Antarctodius antarcticus is een vlokreeftensoort uit de familie van de Ochlesidae. De wetenschappelijke naam van de soort is voor het eerst geldig gepubliceerd in 1981 door Watling & Holman.